# Vorace
Pour les articles homonymes, voir Ravenous.
Pour plus de détails, voir Fiche technique et Distribution.
Vorace (Ravenous) est un film d'horreur américain d'Antonia Bird, sorti en salles en 1999. Il a été remarqué pour son humour noir et sa bande originale mais a été un échec commercial. Le scénario est inspiré de l'expédition Donner ainsi que de l'histoire du cannibale Alfred Packer et de la légende du wendigo.

## Synopsis
Pendant la guerre américano-mexicaine, le capitaine John Boyd (Guy Pearce) se voit muté dans un fort isolé de Californie par le général Slauson après avoir commis un acte de bravoure ambigu : il s'est emparé d'un poste de commandement ennemi mais seulement après avoir simulé sa mort car il était terrifié. Arrivé à sa nouvelle affectation, Boyd et la garnison, fort réduite, du fort recueillent un étrange individu traumatisé, Colqhoun (Robert Carlyle), qui leur relate les actes de cannibalisme auxquels lui et ses compagnons de voyage ont dû avoir recours alors qu'ils étaient bloqués dans une grotte pendant plusieurs semaines. Le colonel Hart, commandant du fort, décide alors de diriger une expédition ayant pour destination cette grotte afin de sauver d'éventuels survivants. George, l'éclaireur indien, les met en garde contre la malédiction du wendigo qui frappe les personnes ayant consommé de la chair humaine.
Arrivés sur place, Boyd et le soldat Reich descendent dans la grotte et alors que le comportement de Colqhoun est de plus en plus étrange. Boyd et Reich découvrent que Colqhoun a assassiné tous ses compagnons de voyage et les a conduit dans un piège. Colqhoun tue un par un tous les membres de l'expédition (George, le colonel Hart et les soldats Toffler et Reich) sauf Boyd, qui réussit à lui échapper en sautant du haut d'une falaise. Boyd, qui s'est cassé la jambe, doit se nourrir du cadavre de Reich pour survivre. Il réussit à revenir au fort après avoir repris des forces mais personne ne croit son histoire. Un nouveau commandant arrive et celui-ci, le colonel Ives, n'est autre que Colqhoun. Ives raconte à Boyd son histoire : atteint de tuberculose, il a appris la légende du wendigo et s'est essayé au cannibalisme. Il s'est alors senti revigoré et a guéri.
Le soldat Cleaves et le major Knox sont tués et il s'avère qu'Ives n'avait que grièvement blessé Hart avant de le sauver en lui faisant consommer la chair de ses soldats. Boyd, Ives et Hart sont désormais les trois seuls occupants du fort car Martha, la sœur de George, est allée chercher le général Slauson. Ives veut désormais convertir Boyd à sa cause et le poignarde à l'abdomen lui laissant le choix de manger ou mourir. Boyd finit par céder et guérit de sa blessure mais se refuse toujours à devenir définitivement un cannibale et est enfermé. Il se libère avec l'aide de Hart, qui ne supporte pas sa condition, et tue celui-ci à sa demande. Il se bat ensuite contre Ives et les deux hommes s'infligent mutuellement des blessures graves. Ils finissent par être cloués au sol par un piège à ours et se vident de leur sang. Ives prévient Boyd qu'il le mangera si Boyd meurt en premier. Mais c'est Ives qui rend le dernier souffle et Boyd, qui refuse de se livrer à nouveau au cannibalisme, expire à son tour sur le cadavre de son adversaire. L'épilogue montre le général Slauson qui hume avec délectation le ragout de chair humaine laissé sur le feu, tandis que Martha, qui a découvert les cadavres de Boyd et Ives, s'enfuit du fort.

## Fiche technique
- Titre original : Ravenous
- Réalisation : Antonia Bird
- Scénario : Ted Griffin
- Décors : Bryce Perrin
- Costumes : Sheena Napier
- Photographie : Anthony B. Richmond
- Montage : Neil Farrell
- Musique : Damon Albarn et Michael Nyman
- Production : Adam Fields et David Heyman
- Société de production : Fox 2000 Pictures, Heyday Films
- Société de distribution : 20th Century Fox
- Budget : 12 000 000 $[1]
- Pays d'origine :  États-Unis,  Royaume-Uni
- Langue originale : anglais
- Format : Couleurs — 2,35:1 — Dolby Digital — 35 mm
- Genre : Western, Horreur et fantastique
- Durée : 101 minutes
- Film interdit en salles aux moins de 12 ans en France, 16+ au Québec, R aux États-Unis
- Dates de sortie:
  -  États-Unis : 19 mars 1999
  -  France : 7 juillet 1999
  -  Belgique : 14 juillet 1999
  -  Royaume-Uni : 10 septembre 1999

## Distribution
- Guy Pearce (VF : Joël Zaffarano) : le capitaine John Boyd
- Robert Carlyle (VF : Eric Herson-Macarel) : le colonel Ives / Colqhoun
- Jeffrey Jones (VF : Michel Fortin) : le colonel Hart
- David Arquette (VF : Luc Boulad) : Cleaves
- Jeremy Davies (VF : Jacques Bouanich) : Toffler
- John Spencer (VF : Marcel Guido) : le général Slauson
- Stephen Spinella (VF : Bruno Dubernat) : le major Knox
- Neal McDonough (VF : Guillaume Orsat) : Reich
- Sheila Tousey (VF : Denise Metmer) : Martha
- Bill Brochtrup (VF : Tony Joudrier) : Lindus
- Joseph Runningfox : George

Sources et légende : Version française selon le carton de doublage français.

## Production
Le film est tourné à Prague, dans les studios Barrandov, en Slovaquie, dans la chaine de montagnes des Tatras, et au Mexique, dans l'État de Durango, lors du premier semestre 1998. Milcho Manchevski est tout d'abord chargé de réaliser le film mais entre en conflit avec la productrice déléguée Laura Ziskin qui, d'après les termes de Manchevski, « micromanage » tout ce qu'il fait. D'après la production, Manchevski aurait refusé toute réunion de travail et réclamé deux semaines de tournage supplémentaires, refusant de signer le budget et le planning prévu. Après trois semaines de tournage, Ziskin le renvoie et tente de le remplacer par Raja Gosnell mais les acteurs refusent. Afin de sauver la production, Robert Carlyle appelle son amie réalisatrice Antonia Bird pour qu'elle prenne en charge la mise en scène. Après dix jours de négociation, Bird accepte de reprendre la réalisation. Elle a de meilleurs rapports avec la production mais se plaint néanmoins de l'état des studios et du planning et aurait souhaité faire un montage différent pour l'Europe en supprimant la voix off ainsi que les citations du début du film. Selon Bird, le film ne traite pas du cannibalisme mais est « une allégorie de l'état du monde dans lequel nous vivons ».

## Musique
La bande originale du film est le résultat de la collaboration entre Damon Albarn, du groupe Blur, et le compositeur Michael Nyman, qui ont utilisé des instruments de musique tels que le violon, le banjo, la guimbarde et l'accordéon, ce qui donne au film un son à la fois étrange et très authentique. La musique du film est généralement considérée comme un de ses points forts,.

## Accueil

### Accueil critique

#### Monde anglo-saxon
Dans le monde anglo-saxon, Vorace reçoit de la part du site Metacritic la note de 46⁄100 pour un total de 23 critiques. L’agrégateur Rotten Tomatoes indique, quant à lui, un taux de satisfaction de 51 % et une note de 6,00⁄10 pour un total de 65 critiques. Le consensus des critiques est formulé ainsi : 

« Vorace tente d’apporter l’horreur cannibale dans un cadre Old West, se terminant par un mélange inégal qui ne satisfera pas la plupart des fans de chaque genre. »

— Consensus des critiques, Rotten Tomatoes

#### France
En France, le site Allociné donne la note de 3,3⁄5, après avoir recensé et interprété 7 critiques de presse.
En France, le film a été mieux accueilli que dans la presse américaine ; Le Monde évoquant « une œuvre suffisamment étrange pour mériter le détour », L'Écran fantastique « un film très subtil mais violemment subversif à l'égard de la nation américaine », Première « le sentiment d'être pris pour un spectateur intelligent et suffisamment grand pour apprécier ce mélange d'humour noir et de scènes gore », mais Télérama regrettant que la tension soit souvent désamorcée « par des notes d'humour noir appuyées et agaçantes ».

### Box-office
| Pays ou région    | Box-office     | Date d'arrêt du box-office | Nombre de semaines |
| ----------------- | -------------- | -------------------------- | ------------------ |
| France            | 35 476 entrées | n/a                        | n/a                |
| États-Unis Canada | 2 062 405 $    | n/a                        | n/a                |

Victime d'une mauvaise campagne de promotion, le film a été un cuisant échec commercial, ne rapportant que 2 062 405 $ aux États-Unis. En France, il a réalisé 35 476 entrées.

## Distinctions
Le film a été nommé aux Saturn Awards 2000 dans les catégories du meilleur film d'horreur, de la meilleure musique et du meilleur maquillage, ainsi qu'aux Satellite Awards 2000 dans la catégorie de la meilleure musique.